# Liste der Baudenkmäler in Münster (Lech)
Auf dieser Seite sind die Baudenkmäler in der schwäbischen Gemeinde Münster zusammengestellt. Diese Tabelle ist eine Teilliste der Liste der Baudenkmäler in Bayern. Grundlage ist die Bayerische Denkmalliste, die auf Basis des Bayerischen Denkmalschutzgesetzes vom 1. Oktober 1973 erstmals erstellt wurde und seither durch das Bayerische Landesamt für Denkmalpflege geführt wird. Die folgenden Angaben ersetzen nicht die rechtsverbindliche Auskunft der Denkmalschutzbehörde.
 Die Liste gibt den Fortschreibungsstand vom 15. April 2020 wieder und umfasst fünf Baudenkmäler.

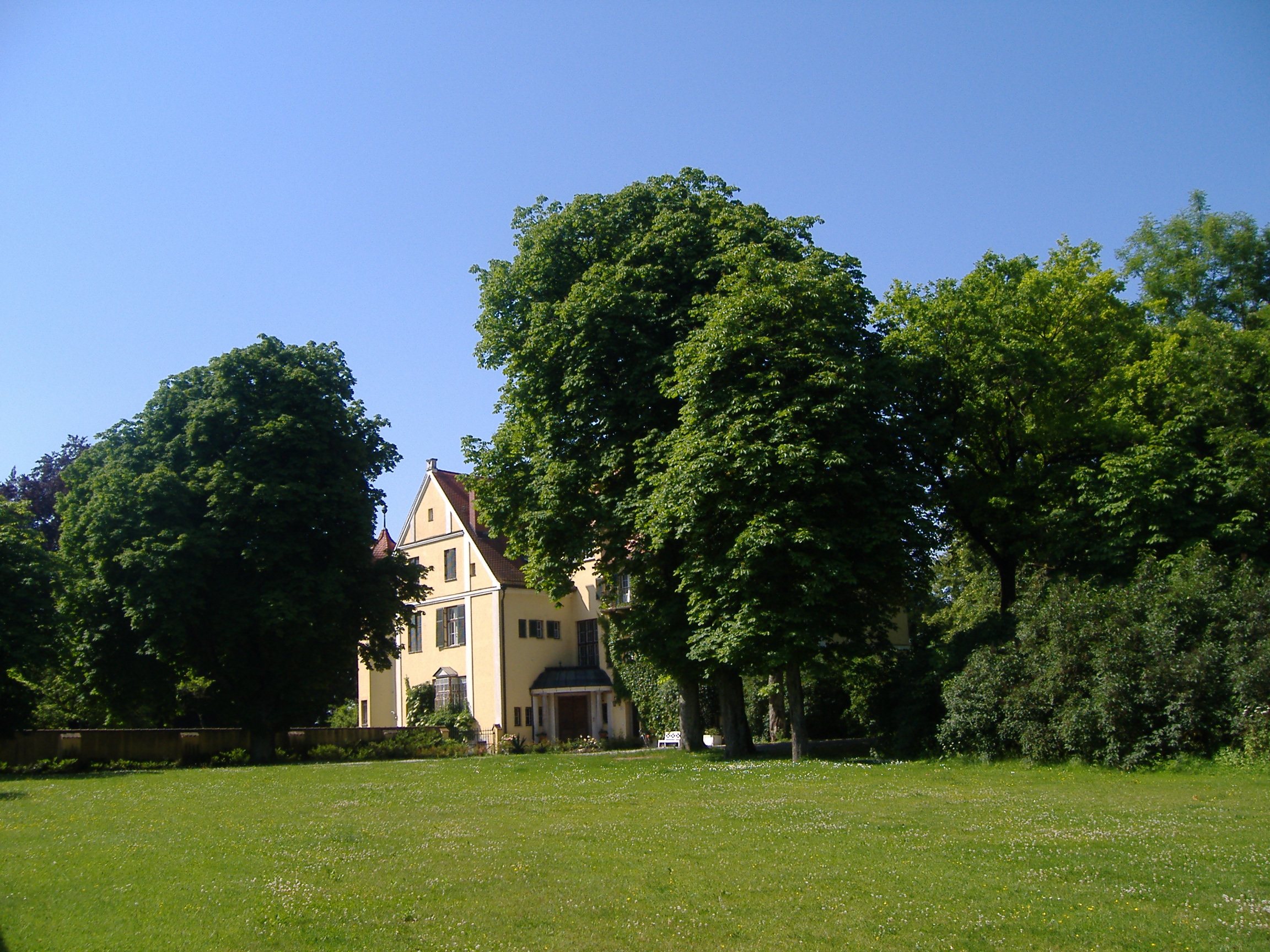
Schloss Hermeten

## Baudenkmäler nach Ortsteilen

### Münster
| Lage                    | Objekt                                     | Beschreibung | Akten-Nr.    | Bild           |
| ----------------------- | ------------------------------------------ | --- | ------------ | -------------- |
| Kirchplatz 6 (Standort) | Katholische Pfarrkirche St. Peter und Paul | im Kern gotische Chorturmkirche, flachgedeckter Satteldachbau mit eingezogenem Rechteckchor im Turm, Schiff und Turm im Kern gotisch, wohl 14. Jahrhundert; mit Ausstattung; modern erweitert. | D-7-79-187-1 | weitere Bilder |

### Hemerten
| Lage                  | Objekt                                  | Beschreibung | Akten-Nr.    | Bild                                    |
| --------------------- | --------------------------------------- | --- | ------------ | --------------------------------------- |
| Hemerten 2 (Standort) | Ehemaliges Verwalterhaus                | eingeschossiger Satteldachbau mit Giebelgesimsen, bezeichnet mit „1760“ | D-7-79-187-3 | Ehemaliges Verwalterhaus                |
| Hemerten 5 (Standort) | Neues Schloss, ehemals Hofgut, dann Gut | reich gegliederter, dreigeschossiger Satteldachbau mit Zwerchhäusern und polygonalen Ecktürmen, von Ernst Robert Fiechter, 1908/09; Einfriedung mit Pilastern, wohl gleichzeitig; Pavillon, Massivbau mit abgeschrägten Kanten und Schweifhaube, wohl gleichzeitig; Park, im englischen Stil, um 1908 | D-7-79-187-5 | Neues Schloss, ehemals Hofgut, dann Gut |
| Hemerten 6 (Standort) | Altes Schloss, ehemals Hofgut           | langgestreckter, zweigeschossiger Satteldachbau mit zwei Zwerchhäusern, geschweiften Volutengiebeln, Ecklisenen und Gesimsgliederung, südlicher Teil, 1856, nördlicher Teil, 1886; 1898 neubarock verändert; auf den älteren Grundmauern einer Stallung errichtet.                                    | D-7-79-187-4 | Altes Schloss, ehemals Hofgut           |

### Sulz
| Lage                     | Objekt                     | Beschreibung | Akten-Nr.    | Bild           |
| ------------------------ | -------------------------- | --- | ------------ | -------------- |
| Gut Sulz 1, 2 (Standort) | Herrenhaus eines Gutshofes | dreigeschossiger lisenengegliederter Satteldachbau, 1867 über älterem Kern errichtet, modern verändert; Park, im englischen Stil, 2. Hälfte 19. Jahrhundert; Doppelwohnhaus, erdgeschossiger Bau mit Satteldach, um 1867 | D-7-79-187-6 | weitere Bilder |

## Ehemalige Baudenkmäler
In diesem Abschnitt sind Objekte aufgeführt, die früher einmal in der Denkmalliste eingetragen waren, jetzt aber nicht mehr. Objekte, die in anderem Zusammenhang also z. B. als Teil eines Baudenkmals weiter eingetragen sind, sollen hier nicht aufgeführt werden. Aktennummern in diesem Abschnitt sind ehemalige, jetzt nicht mehr gültige Aktennummern.

| Lage                                                               | Objekt        | Beschreibung                                                                   | Akten-Nr.    | Bild          |
| ------------------------------------------------------------------ | ------------- | ------------------------------------------------------------------------------ | ------------ | ------------- |
| Münster an der St 2381, an der Straße nach Thierhaupten (Standort) | Marienkapelle | Rechteckbau mit halbrundem Schluss, 2. Hälfte 19. Jahrhundert; mit Ausstattung | D-7-79-187-2 | Marienkapelle |